# Mesoleuca rectangulata
Mesoleuca rectangulata là một loài bướm đêm trong họ Geometridae.